# Carlo Gozzi (religioso)
Carlo Gozzi (Castel Goffredo, 14 agosto 1780 – Castel Goffredo, 13 settembre 1846) è stato un presbitero e scrittore italiano.

## Biografia
Può essere considerato il primo storico di Castel Goffredo essendo l'autore del manoscritto “Raccolta di documenti per la Storia di Castelgoffredo e biografia di que' principi Gonzaga che l'hanno governato personalmente”.
Figlio primogenito di otto fratelli di Luigi e Angela Tortelli, fu educato dalla madre alla fede cattolica.
Terminati gli studi teologici nel 1803 divenne sacerdote. Fu subito assegnato alla parrocchia di Castel Goffredo, dove divenne parroco prevosto dal 1806 al 1807 e amico dello scrittore Giuseppe Acerbi.
Uomo di cultura, conobbe le opere degli autori contemporanei: Madame de Staël, Alessandro Manzoni, François-René de Chateaubriand, Melchiorre Gioia.
Iniziò ad interessarsi alla storia locale effettuando le ricerche presso il fornito archivio parrocchiale e presso le locali famiglie Acerbi e Riva per la stesura del manoscritto che verrà da lui intitolato Raccolta dei documenti per la storia di Castelgoffredo, terminato nel 1812. Il suo interessamento per la storia locale lo portò anche a comporre le Effemeridi, manoscritto su notizie e usi del luogo. Dal 1827 al 1842 assunse la carica di ispettore scolastico.
Seguì il nipote Luigi, che nel 1850 fu arrestato per la congiura di Belfiore, negli studi di praticante notaio.
Nel 1845 battezzò nella Chiesa prepositurale di Sant'Erasmo il nipote Francesco Bonfiglio (1846-1929), che proseguì le sue ricerche storiche su Castel Goffredo.
Morì a Castel Goffredo nel 1846.

## Opere
- Raccolta di documenti per la Storia di Castelgoffredo e biografia di que' principi Gonzaga che l'hanno governato personalmente (1840) ISBN 88-88091-11-4
- Raccolta di documenti per la storia patria od Effemeridi storiche patrie. Tomo I ISBN 88-88091-53-X
- Raccolta di documenti per la storia patria od Effemeridi storiche patrie. Tomo II ISBN 88-7495-059-4
- Raccolta di documenti per la storia patria od Effemeridi storiche patrie. Tomo III ISBN 88-7495-092-6